# Karel van Oostenrijk-Teschen

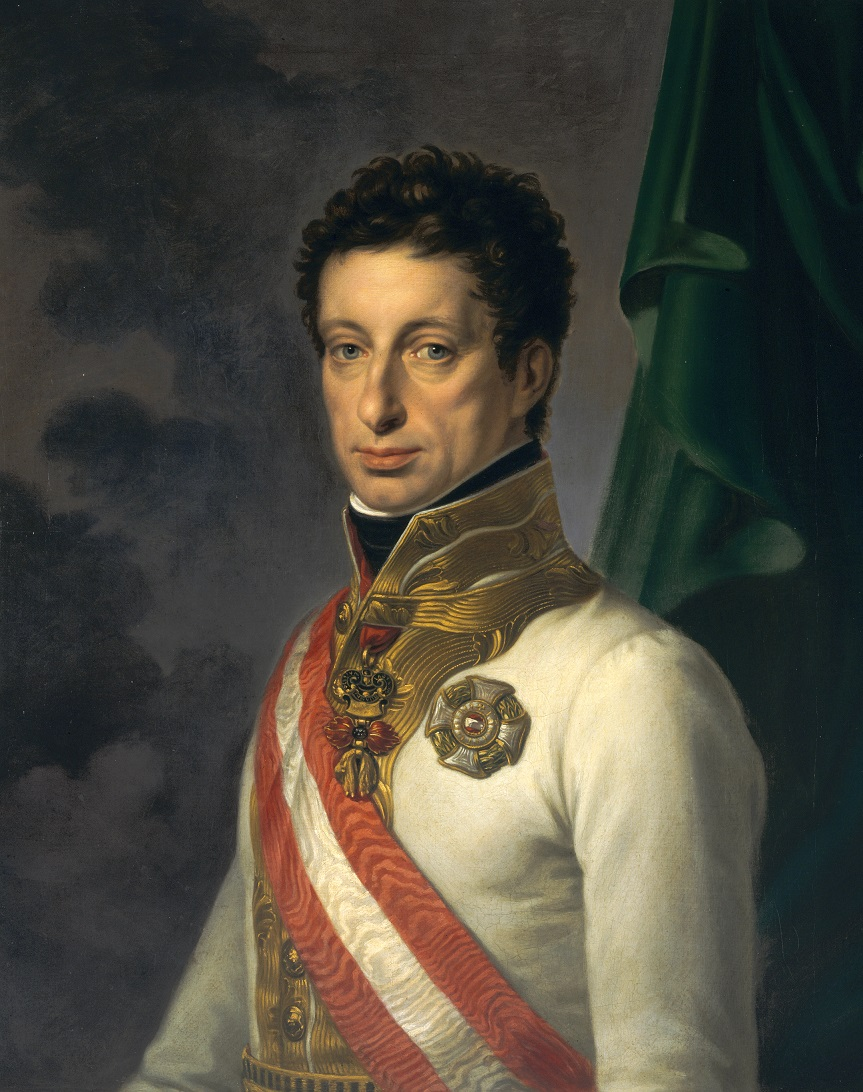
Aartshertog Karel

Karel Lodewijk Johan Jozef Laurens (Florence, 5 september 1771 — Wenen, 30 april 1847), aartshertog van Oostenrijk, prins van Toscane, hertog van Teschen, was een zoon van keizer Leopold II en Marie Louise van Bourbon. Hij was een jongere broer van keizer Frans II. Hij stamde uit het huis Habsburg-Lotharingen.
Nadat in 1793 de Franse legers uit de Oostenrijkse Nederlanden waren verdreven, werd hij benoemd tot landvoogd van de Zuidelijke Nederlanden tijdens de Tweede Oostenrijkse Restauratie. Hierna werden de Zuidelijke Nederlanden in 1794 weer bezet door Frankrijk. Dit markeert het begin van de Franse tijd in België (1794-1815). Karel kreeg in 1822 de titel "hertog van Teschen".

## Jeugd en carrière
Karel werd geadopteerd door zijn kinderloze tante Maria Christina van Oostenrijk en Albert Casimir van Saksen-Teschen, die hem in Wenen opvoedden. Hij bracht zijn jeugd door in Toscane, Wenen en de Oostenrijkse Nederlanden, waar hij zijn militaire carrière begon in de oorlog van de Franse Revolutie. Hij stond aan het hoofd van een brigade tijdens de Slag bij Jemappes en in 1793 onderscheidde hij zich tijdens de Slag bij Aldenhoven en de Tweede Slag bij Neerwinden. In dit jaar werd hij stadhouder van de Zuidelijke Nederlanden en kreeg hij de militaire rang van luitenant-veldmaarschalk en niet veel later die van Feldzeugmeister. Hij voerde het bevel over verschillende troepen tijdens de oorlog in de Lage Landen en hij was aanwezig bij de Slag bij Fleurus.
In 1795 diende hij aan de Rijn en het jaar daarop kreeg hij het gezag over alle Oostenrijkse troepen aan die rivier. Door zijn optreden tijdens de operaties tegen de Fransen Jourdan en Moreau in 1796 kreeg hij erkenning als een van de beste generaals in Europa.

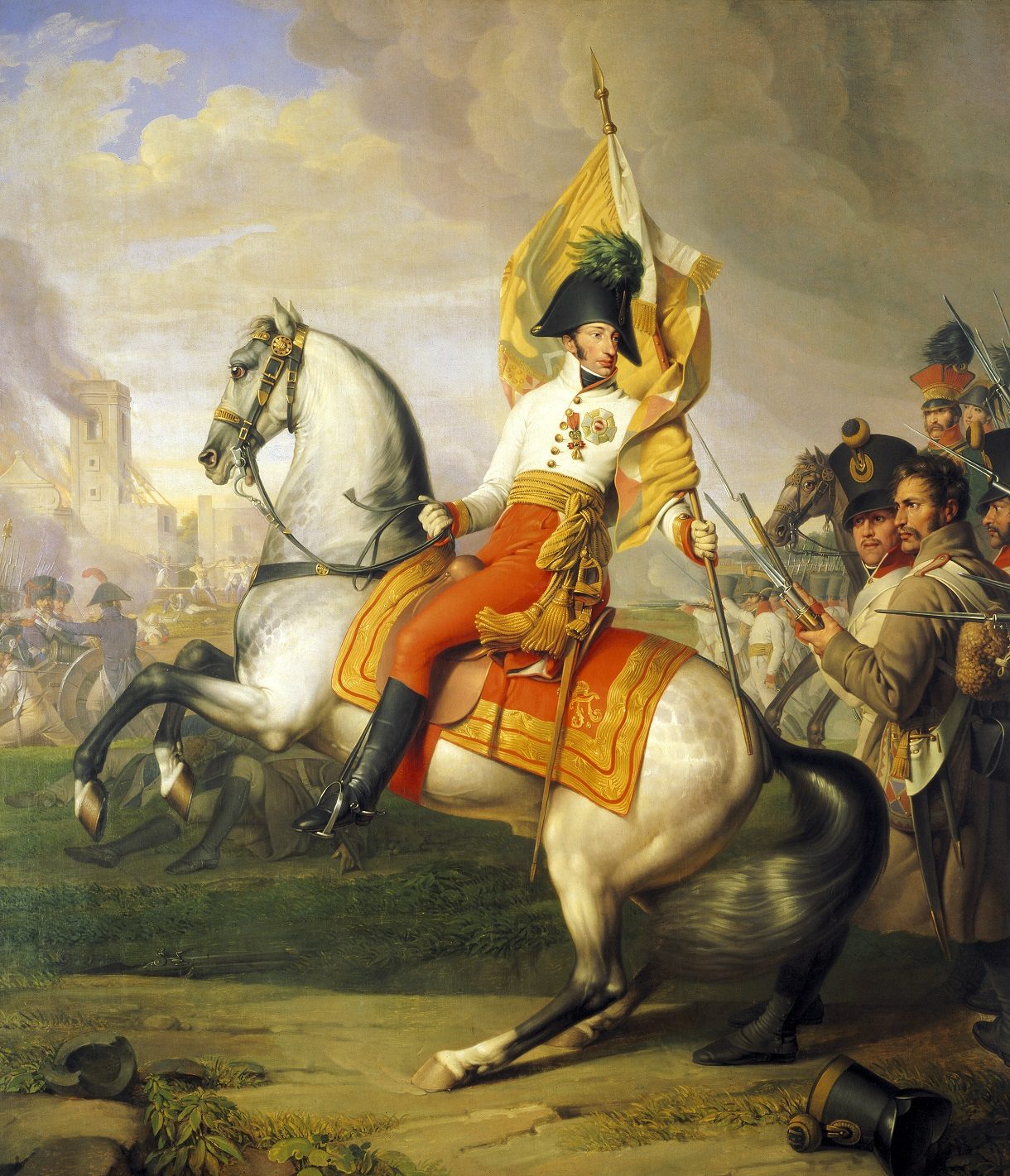
Karel in de Slag bij Aspern-Eßling

## Napoleontische oorlogen
In 1797 werd hij uitgezonden om het oprukken van generaal Bonaparte in Italië tegen te houden; hij leidde de terugtocht van de overwonnen Oostenrijkers met de hoogste bekwaamheid. In de campagne van 1799 kwam hij weer tegenover Jourdan te staan, maar hij versloeg de Fransman in de gevechten te Osterach en Stokasch. Dit werd gevolgd door zijn succesvolle invasie van Zwitserland en het verslaan van de Fransman Masséna tijdens de Eerste Slag bij Zürich, waarna hij Duitsland weer betrad en de Fransen over de Rijn dreef.
Vanwege zijn slechte gezondheid moest hij zich terugtrekken naar Bohemen. Maar al snel werd hij weer opgeroepen om de opmars van de Franse troepen naar Wenen te stuiten. Het resultaat van de Slag bij Hohenlinden (1800) had dit echter bij voorbaat onmogelijk gemaakt en de aartshertog zag zich gedwongen de wapenstilstand van Steyr te sluiten. Zijn populariteit was nu zo groot dat de parlementszitting van Regensburg besloot te zijner ere een standbeeld op te richten en hem de titel van redder van zijn land te geven, maar Karel weigerde beide onderscheidingen.
In 1806 benoemde keizer Frans II van Oostenrijk Karel tot opperbevelhebber van het Oostenrijks leger en tot hoofd van de krijgsraad. Karel reorganiseerde het leger en zette de aanval op de Franse troepen in. In eerste instantie behaalde hij veel successen, maar die werden overschaduwd door de latere nederlagen bij Abensberg, Landshut en Eckmühl. Daarna won de aartshertog de grote Slag bij Aspern-Eßling. Niet lang daarna vocht hij in de Slag bij Wagram, waarin de Oostenrijkers werden verslagen. In deze laatste twee gevechten had Napoleon meer dan 50.000 man verloren. Aan het eind van de campagne gaf de aartshertog al zijn militaire functies op.
Karel trok zich voor de rest van zijn leven terug uit militaire en politieke zaken, behalve een korte tijd in 1815, toen was hij namelijk gouverneur van Mainz. In 1822 volgde hij zijn adoptievader, Albert Casimir van Saksen-Teschen, op als hertog van Teschen.
Hij was in 1830 een kandidaat voor het koningschap in België, maar werd ingehaald door Leopold van Saksen-Coburg.

## Huwelijk en kinderen

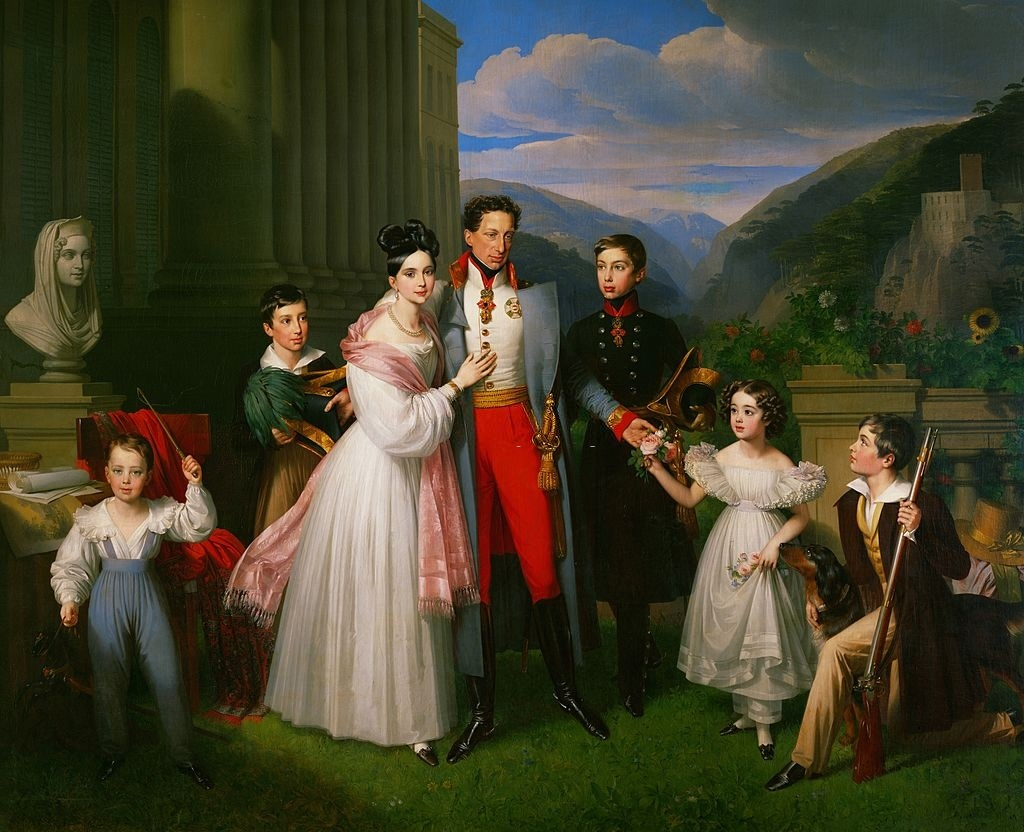
Aartshertog Karel en zijn gezin

In 1815 trad hij in het huwelijk met prinses Henriëtte van Nassau-Weilburg (1797-1829), een dochter van Frederik Willem van Nassau-Weilburg. Ze kregen zeven kinderen, van wie de oudste zoon, aartshertog Albrecht, een van de meest gevierde generaals van Europa werd.
- Maria Theresia Isabella (1816-1867), gehuwd met koning Ferdinand II der Beide Siciliën
- Albrecht Frederik Rudolf (1817-1895), gehuwd met prinses Hildegard van Beieren (dochter van koning Lodewijk I van Beieren)
- Karel Ferdinand (1818-1874), gehuwd met aartshertogin Elisabeth Francisca Maria van Oostenrijk
- Frederik (1821-1847)
- Rudolf (25 september - 11 oktober 1822)
- Maria Caroline (1825-1915), gehuwd met aartshertog Reinier van Oostenrijk (kleinzoon van keizer Leopold II)
- Willem (1827-1894), bleef ongehuwd

Karel stierf op 30 april 1847 te Wenen. Hij werd aldaar begraven in tombe 122 van de Kapuzinergruft. In 1860 werd op de Heldenplatz te Wenen een ruiterstandbeeld van hem geplaatst.

## Kwartierstaat
| Leopold I van Lotharingen (1679-1729) | Leopold I van Lotharingen (1679-1729) | Leopold I van Lotharingen (1679-1729) | Leopold I van Lotharingen (1679-1729) | Leopold I van Lotharingen (1679-1729)      | Leopold I van Lotharingen (1679-1729)      | Elisabeth Charlotte van Orléans (1676-1744) | Elisabeth Charlotte van Orléans (1676-1744) | Elisabeth Charlotte van Orléans (1676-1744) | Elisabeth Charlotte van Orléans (1676-1744) | Elisabeth Charlotte van Orléans (1676-1744) | Elisabeth Charlotte van Orléans (1676-1744) |                                       |                                       | Karel VI van Oostenrijk (1685-1740) | Karel VI van Oostenrijk (1685-1740) | Karel VI van Oostenrijk (1685-1740)       | Karel VI van Oostenrijk (1685-1740)       | Karel VI van Oostenrijk (1685-1740)       | Karel VI van Oostenrijk (1685-1740)       | Elisabeth Christine van Brunswijk-Wolfenbüttel (1691-1750) | Elisabeth Christine van Brunswijk-Wolfenbüttel (1691-1750) | Elisabeth Christine van Brunswijk-Wolfenbüttel (1691-1750) | Elisabeth Christine van Brunswijk-Wolfenbüttel (1691-1750) | Elisabeth Christine van Brunswijk-Wolfenbüttel (1691-1750) | Elisabeth Christine van Brunswijk-Wolfenbüttel (1691-1750) |                                              |                                              | Filips V van Spanje (1683–1746)              | Filips V van Spanje (1683–1746)              | Filips V van Spanje (1683–1746) | Filips V van Spanje (1683–1746) | Filips V van Spanje (1683–1746)       | Filips V van Spanje (1683–1746)       | Elisabetta Farnese (1692-1766)        | Elisabetta Farnese (1692-1766)        | Elisabetta Farnese (1692-1766)        | Elisabetta Farnese (1692-1766)        | Elisabetta Farnese (1692-1766)       | Elisabetta Farnese (1692-1766)       |                                      |                                      | August III van Polen (1696-1763)     | August III van Polen (1696-1763)     | August III van Polen (1696-1763)    | August III van Polen (1696-1763)    | August III van Polen (1696-1763)    | August III van Polen (1696-1763)    | Maria Josepha van Oostenrijk (1699-1757) | Maria Josepha van Oostenrijk (1699-1757) | Maria Josepha van Oostenrijk (1699-1757) | Maria Josepha van Oostenrijk (1699-1757) | Maria Josepha van Oostenrijk (1699-1757) | Maria Josepha van Oostenrijk (1699-1757) |  |  |  |  |  |  |  |  |  |  |  |  |  |  |  |  |  |  |  |  |  |  |  |  |  |  |  |  |  |  |  |  |  |  |  |  |  |  |  |  |  |  |  |  |  |  |  |  |
| Leopold I van Lotharingen (1679-1729) | Leopold I van Lotharingen (1679-1729) | Leopold I van Lotharingen (1679-1729) | Leopold I van Lotharingen (1679-1729) | Leopold I van Lotharingen (1679-1729)      | Leopold I van Lotharingen (1679-1729)      | Elisabeth Charlotte van Orléans (1676-1744) | Elisabeth Charlotte van Orléans (1676-1744) | Elisabeth Charlotte van Orléans (1676-1744) | Elisabeth Charlotte van Orléans (1676-1744) | Elisabeth Charlotte van Orléans (1676-1744) | Elisabeth Charlotte van Orléans (1676-1744) |                                       |                                       | Karel VI van Oostenrijk (1685-1740) | Karel VI van Oostenrijk (1685-1740) | Karel VI van Oostenrijk (1685-1740)       | Karel VI van Oostenrijk (1685-1740)       | Karel VI van Oostenrijk (1685-1740)       | Karel VI van Oostenrijk (1685-1740)       | Elisabeth Christine van Brunswijk-Wolfenbüttel (1691-1750) | Elisabeth Christine van Brunswijk-Wolfenbüttel (1691-1750) | Elisabeth Christine van Brunswijk-Wolfenbüttel (1691-1750) | Elisabeth Christine van Brunswijk-Wolfenbüttel (1691-1750) | Elisabeth Christine van Brunswijk-Wolfenbüttel (1691-1750) | Elisabeth Christine van Brunswijk-Wolfenbüttel (1691-1750) |                                              |                                              | Filips V van Spanje (1683–1746)              | Filips V van Spanje (1683–1746)              | Filips V van Spanje (1683–1746) | Filips V van Spanje (1683–1746) | Filips V van Spanje (1683–1746)       | Filips V van Spanje (1683–1746)       | Elisabetta Farnese (1692-1766)        | Elisabetta Farnese (1692-1766)        | Elisabetta Farnese (1692-1766)        | Elisabetta Farnese (1692-1766)        | Elisabetta Farnese (1692-1766)       | Elisabetta Farnese (1692-1766)       |                                      |                                      | August III van Polen (1696-1763)     | August III van Polen (1696-1763)     | August III van Polen (1696-1763)    | August III van Polen (1696-1763)    | August III van Polen (1696-1763)    | August III van Polen (1696-1763)    | Maria Josepha van Oostenrijk (1699-1757) | Maria Josepha van Oostenrijk (1699-1757) | Maria Josepha van Oostenrijk (1699-1757) | Maria Josepha van Oostenrijk (1699-1757) | Maria Josepha van Oostenrijk (1699-1757) | Maria Josepha van Oostenrijk (1699-1757) |  |  |  |  |  |  |  |  |  |  |  |  |  |  |  |  |  |  |  |  |  |  |  |  |  |  |  |  |  |  |  |  |  |  |  |  |  |  |  |  |  |  |  |  |  |  |  |  |
|                                       |                                       |                                       |                                       |                                            |                                            |                                             |                                             |                                             |                                             |                                             |                                             |                                       |                                       |                                     |                                     |                                           |                                           |                                           |                                           |                                                            |                                                            |                                                            |                                                            |                                                            |                                                            |                                              |                                              |                                              |                                              |                                 |                                 |                                       |                                       |                                       |                                       |                                       |                                       |                                      |                                      |                                      |                                      |                                      |                                      |                                     |                                     |                                     |                                     |                                          |                                          |                                          |                                          |                                          |                                          |  |  |  |  |  |  |  |  |  |  |  |  |  |  |  |  |  |  |  |  |  |  |  |  |  |  |  |  |  |  |  |  |  |  |  |  |  |  |  |  |  |  |  |  |  |  |  |  |
|                                       |                                       |                                       |                                       | Frans I Stefan van Lotharingen (1708–1765) | Frans I Stefan van Lotharingen (1708–1765) | Frans I Stefan van Lotharingen (1708–1765)  | Frans I Stefan van Lotharingen (1708–1765)  | Frans I Stefan van Lotharingen (1708–1765)  | Frans I Stefan van Lotharingen (1708–1765)  |                                             |                                             |                                       |                                       |                                     |                                     | Maria Theresia van Oostenrijk (1717-1780) | Maria Theresia van Oostenrijk (1717-1780) | Maria Theresia van Oostenrijk (1717-1780) | Maria Theresia van Oostenrijk (1717-1780) | Maria Theresia van Oostenrijk (1717-1780)                  | Maria Theresia van Oostenrijk (1717-1780)                  |                                                            |                                                            |                                                            |                                                            |                                              |                                              |                                              |                                              |                                 |                                 | Karel III van Spanje (1716-1788)      | Karel III van Spanje (1716-1788)      | Karel III van Spanje (1716-1788)      | Karel III van Spanje (1716-1788)      | Karel III van Spanje (1716-1788)      | Karel III van Spanje (1716-1788)      |                                      |                                      |                                      |                                      |                                      |                                      | Maria Amalia van Saksen (1724-1760) | Maria Amalia van Saksen (1724-1760) | Maria Amalia van Saksen (1724-1760) | Maria Amalia van Saksen (1724-1760) | Maria Amalia van Saksen (1724-1760)      | Maria Amalia van Saksen (1724-1760)      |                                          |                                          |                                          |                                          |  |  |  |  |  |  |  |  |  |  |  |  |  |  |  |  |  |  |  |  |  |  |  |  |  |  |  |  |  |  |  |  |  |  |  |  |  |  |  |  |  |  |  |  |  |  |  |  |
|                                       |                                       |                                       |                                       | Frans I Stefan van Lotharingen (1708–1765) | Frans I Stefan van Lotharingen (1708–1765) | Frans I Stefan van Lotharingen (1708–1765)  | Frans I Stefan van Lotharingen (1708–1765)  | Frans I Stefan van Lotharingen (1708–1765)  | Frans I Stefan van Lotharingen (1708–1765)  |                                             |                                             |                                       |                                       |                                     |                                     | Maria Theresia van Oostenrijk (1717-1780) | Maria Theresia van Oostenrijk (1717-1780) | Maria Theresia van Oostenrijk (1717-1780) | Maria Theresia van Oostenrijk (1717-1780) | Maria Theresia van Oostenrijk (1717-1780)                  | Maria Theresia van Oostenrijk (1717-1780)                  |                                                            |                                                            |                                                            |                                                            |                                              |                                              |                                              |                                              |                                 |                                 | Karel III van Spanje (1716-1788)      | Karel III van Spanje (1716-1788)      | Karel III van Spanje (1716-1788)      | Karel III van Spanje (1716-1788)      | Karel III van Spanje (1716-1788)      | Karel III van Spanje (1716-1788)      |                                      |                                      |                                      |                                      |                                      |                                      | Maria Amalia van Saksen (1724-1760) | Maria Amalia van Saksen (1724-1760) | Maria Amalia van Saksen (1724-1760) | Maria Amalia van Saksen (1724-1760) | Maria Amalia van Saksen (1724-1760)      | Maria Amalia van Saksen (1724-1760)      |                                          |                                          |                                          |                                          |  |  |  |  |  |  |  |  |  |  |  |  |  |  |  |  |  |  |  |  |  |  |  |  |  |  |  |  |  |  |  |  |  |  |  |  |  |  |  |  |  |  |  |  |  |  |  |  |
|                                       |                                       |                                       |                                       |                                            |                                            |                                             |                                             |                                             |                                             | Keizer Leopold II (1747-1792)               | Keizer Leopold II (1747-1792)               | Keizer Leopold II (1747-1792)         | Keizer Leopold II (1747-1792)         | Keizer Leopold II (1747-1792)       | Keizer Leopold II (1747-1792)       |                                           |                                           |                                           |                                           |                                                            |                                                            |                                                            |                                                            |                                                            |                                                            |                                              |                                              |                                              |                                              |                                 |                                 |                                       |                                       |                                       |                                       |                                       |                                       | Marie Louise van Bourbon (1745-1792) | Marie Louise van Bourbon (1745-1792) | Marie Louise van Bourbon (1745-1792) | Marie Louise van Bourbon (1745-1792) | Marie Louise van Bourbon (1745-1792) | Marie Louise van Bourbon (1745-1792) |                                     |                                     |                                     |                                     |                                          |                                          |                                          |                                          |                                          |                                          |  |  |  |  |  |  |  |  |  |  |  |  |  |  |  |  |  |  |  |  |  |  |  |  |  |  |  |  |  |  |  |  |  |  |  |  |  |  |  |  |  |  |  |  |  |  |  |  |
|                                       |                                       |                                       |                                       |                                            |                                            |                                             |                                             |                                             |                                             | Keizer Leopold II (1747-1792)               | Keizer Leopold II (1747-1792)               | Keizer Leopold II (1747-1792)         | Keizer Leopold II (1747-1792)         | Keizer Leopold II (1747-1792)       | Keizer Leopold II (1747-1792)       |                                           |                                           |                                           |                                           |                                                            |                                                            |                                                            |                                                            |                                                            |                                                            |                                              |                                              |                                              |                                              |                                 |                                 |                                       |                                       |                                       |                                       |                                       |                                       | Marie Louise van Bourbon (1745-1792) | Marie Louise van Bourbon (1745-1792) | Marie Louise van Bourbon (1745-1792) | Marie Louise van Bourbon (1745-1792) | Marie Louise van Bourbon (1745-1792) | Marie Louise van Bourbon (1745-1792) |                                     |                                     |                                     |                                     |                                          |                                          |                                          |                                          |                                          |                                          |  |  |  |  |  |  |  |  |  |  |  |  |  |  |  |  |  |  |  |  |  |  |  |  |  |  |  |  |  |  |  |  |  |  |  |  |  |  |  |  |  |  |  |  |  |  |  |  |
|                                       |                                       |                                       |                                       |                                            |                                            |                                             |                                             |                                             |                                             |                                             |                                             |                                       |                                       |                                     |                                     |                                           |                                           |                                           |                                           |                                                            |                                                            |                                                            |                                                            |                                                            |                                                            |                                              |                                              |                                              |                                              |                                 |                                 |                                       |                                       |                                       |                                       |                                       |                                       |                                      |                                      |                                      |                                      |                                      |                                      |                                     |                                     |                                     |                                     |                                          |                                          |                                          |                                          |                                          |                                          |  |  |  |  |  |  |  |  |  |  |  |  |  |  |  |  |  |  |  |  |  |  |  |  |  |  |  |  |  |  |  |  |  |  |  |  |  |  |  |  |  |  |  |  |  |  |  |  |
|                                       |                                       |                                       |                                       |                                            |                                            |                                             |                                             |                                             |                                             |                                             |                                             |                                       |                                       |                                     |                                     |                                           |                                           |                                           |                                           |                                                            |                                                            |                                                            |                                                            |                                                            |                                                            |                                              |                                              |                                              |                                              |                                 |                                 |                                       |                                       |                                       |                                       |                                       |                                       |                                      |                                      |                                      |                                      |                                      |                                      |                                     |                                     |                                     |                                     |                                          |                                          |                                          |                                          |                                          |                                          |  |  |  |  |  |  |  |  |  |  |  |  |  |  |  |  |  |  |  |  |  |  |  |  |  |  |  |  |  |  |  |  |  |  |  |  |  |  |  |  |  |  |  |  |  |  |  |  |
| Frans II van Oostenrijk (1768-1835)   | Frans II van Oostenrijk (1768-1835)   | Frans II van Oostenrijk (1768-1835)   | Frans II van Oostenrijk (1768-1835)   | Frans II van Oostenrijk (1768-1835)        | Frans II van Oostenrijk (1768-1835)        |                                             |                                             | Ferdinand III van Toscane (1769-1824)       | Ferdinand III van Toscane (1769-1824)       | Ferdinand III van Toscane (1769-1824)       | Ferdinand III van Toscane (1769-1824)       | Ferdinand III van Toscane (1769-1824) | Ferdinand III van Toscane (1769-1824) |                                     |                                     | Karel van Oostenrijk-Teschen (1771-1847)  | Karel van Oostenrijk-Teschen (1771-1847)  | Karel van Oostenrijk-Teschen (1771-1847)  | Karel van Oostenrijk-Teschen (1771-1847)  | Karel van Oostenrijk-Teschen (1771-1847)                   | Karel van Oostenrijk-Teschen (1771-1847)                   |                                                            |                                                            | Jozef Anton Johan van Oostenrijk (1776-1847)               | Jozef Anton Johan van Oostenrijk (1776-1847)               | Jozef Anton Johan van Oostenrijk (1776-1847) | Jozef Anton Johan van Oostenrijk (1776-1847) | Jozef Anton Johan van Oostenrijk (1776-1847) | Jozef Anton Johan van Oostenrijk (1776-1847) |                                 |                                 | Clementine van Oostenrijk (1777-1801) | Clementine van Oostenrijk (1777-1801) | Clementine van Oostenrijk (1777-1801) | Clementine van Oostenrijk (1777-1801) | Clementine van Oostenrijk (1777-1801) | Clementine van Oostenrijk (1777-1801) |                                      |                                      | Reinier van Oostenrijk (1783-1853)   | Reinier van Oostenrijk (1783-1853)   | Reinier van Oostenrijk (1783-1853)   | Reinier van Oostenrijk (1783-1853)   | Reinier van Oostenrijk (1783-1853)  | Reinier van Oostenrijk (1783-1853)  |                                     |                                     | 3 zusters en 7 broers                    | 3 zusters en 7 broers                    | 3 zusters en 7 broers                    | 3 zusters en 7 broers                    | 3 zusters en 7 broers                    | 3 zusters en 7 broers                    |  |  |  |  |  |  |  |  |  |  |  |  |  |  |  |  |  |  |  |  |  |  |  |  |  |  |  |  |  |  |  |  |  |  |  |  |  |  |  |  |  |  |  |  |  |  |  |  |

- Bibliothèque nationale de France: cb13516994r (data)
- Catàleg d'autoritats de noms i títols de Catalunya: 981058614935006706
- Gemeinsame Normdatei: 118723049
- Historisch woordenboek van Zwitserland: 041523
- International Standard Name Identifier: 0000 0001 1827 6054
- Library of Congress Control Number: n82033059
- Nationale Bibliotheek van Tsjechië: xx0008725
- Nationale Bibliotheek van Israël: 987007389211305171
- Nationale Bibliotheek van Polen: a0000001286461
- Nederlandse Thesaurus van Auteursnamen: 070605076
- Réseau des bibliothèques de Suisse occidentale: 02-A000097162
- Système universitaire de documentation: 035456620
- Virtual International Authority File: 69724369
- WorldCat: E39PBJfrKmxBxfPprr3mv7XWXd